# Mickey Daniels
Richard "Mickey" Daniels , Jr. (Rock Springs, 11 ottobre 1914 – San Diego, 20 agosto 1970) è stato un attore statunitense, noto come attore bambino nel cast originario delle Simpatiche canaglie (1922-26).

## Biografia
Mickey Daniels nacque a Rock Springs dall'attore Richard Daniels e da Hannah Daniels.
Scoperto da un talent scout nel 1921 mentre recitava in un teatro di Rock Springs, Daniels esordisce nel cinema con una piccola parte nel film My Wild Irish Rose (1922). Lo stesso anno viene scelto da Hal Roach per recitare nel serial cinematografico Simpatiche canaglie, di cui divenne uno dei protagonisti, interpretando il personaggio di "Mickey". L'intera esperienza di attore bambino di Mickey Daniels  si sarebbe svolta all'interno della serie, tra il 1922 e il 1926, con l'eccezione di alcune piccole parti in film di Harold Lloyd. 
Lasciata la serie nel 1926, Daniels riprende a recitare negli anni trenta come giovane attore nella serie The Boy Friends (1930-32) assieme ad un'altra veterana delle Simpatiche canaglie, Mary Kornman. Entrambi torneranno a prendere parte occasionalmente, questa volta da interpreti adulti, anche in alcuni episodi della serie che li aveva lanciati come attori bambini. La carriera di Daniels, come quella di Kornman, però non va oltre una serie di piccoli parti e si conclude agli inizi degli anni quaranta.
Dopo la seconda guerra mondiale Daniels entrò nell'industria delle costruzioni, mentre dal 1967 fino alla morte lavorò come tassista a San Diego.
Divenuto un alcolizzato, il 20 agosto 1970, a 55 anni, fu trovato morto in un motel a San Diego, solo e dimenticato. La causa della sua morte fu attribuita a cirrosi. Fu sepolto al Forest Lawn Memorial Park a Glendale, in California.

## Filmografia (parziale)

### Cortometraggi
- The Golf Bug (1922)

- Simpatiche canaglie (1922-26), 50 episodi:
  - 1. One Terrible Day (1922)
  - 2. Our Gang (1922)
  - 3. Young Sherlocks (1922)
  - 4. Saturday Morning (1922)
  - 5. A Quiet Street (1922)
  - 6. The Champeen (1923)
  - 7. The Cobbler (1923)
  - 8. The Big Show (1923)
  - 9. A Pleasant Journey (1923)
  - 10. Boys to Board (1923)
  - 11. Giants vs. Yanks (1923)
  - 12. Back Stage (1923)
  - 13. Dogs of War (1923)
  - 14. Lodge Night (1923)
  - 15. July Days (1923)
  - 16. No Noise (1923)
  - 17. Stage Fright (1923)
  - 18. Derby Day (1923)
  - 19. Sunday Calm (1923)
  - 20. Tire Trouble (1924)
  - 21. Big Business (1924)
  - 22. The Buccaneers (1924)
  - 23. Seein' Things (1924)
  - 24. Commencement Day (1924)
  - 25. Cradle Robbers (1924)
  - 26. Jubilo, Jr. (1924)
  - 27. It's A Bear (1924)
  - 28. High Society (1924)
  - 29. The Sun Down Limited (1924)
  - 30. Every Man for Himself (1924)
  - 31. Fast Company (1924)
  - 32. The Mysterious Mystery! (1924)
  - 33. The Big Town (1925)
  - 34. Circus Fever (1925)
  - 35. Dog Days (1925)
  - 36. The Love Bug, regia di Robert F. McGowan (1925)
  - 37. Shootin' Injuns (1925)
  - 38. Ask Grandma (1925)
  - 39. Official Officers (1925)
  - 40. Boys Will Be Joys (1925)
  - 41. Mary, Queen of Tots (1925)
  - 42. Your Own Back Yard (1925)
  - 43. Better Movies (1925)
  - 44. One Wild Ride (1925)
  - 45. Good Cheer (1926)
  - 46. Buried Treasure (1926)
  - 47. Monkey Business (1926)
  - 48. Baby Clothes (1926)
  - 49. Uncle Tom's Uncle (1926)
  - 50. Thundering Fleas (1926)

- The Boy Friends (1930-32) - 14 episodi
  - 1. Doctor′s Orders (1930)
  - 2. Bigger and Better (1930)
  - 3. Ladies Last (1930)
  - 4. Blood and Thunder (1931)
  - 5. High Gear (1931)
  - 6. Love Fever (1931)
  - 7. Air-Tight (1931)
  - 8 Call a Cop! (1931)
  - 9. Mama Loves Papa (1931)
  - 10. The Kick-Off! (1931)
  - 11. Love Pains (1932)
  - 12. The Knock-Out (1932)
  - 13. Too Many Women (1932)
  - 14. Wild Babies (1932)

- Fish Hooky, regia di Robert F. McGowan (1933)
- An All American Toothache, regia di Gus Meins (1936)
- Reunion in Rhythm, regia di Gordon Douglas (1937)

### Lungometraggi
- My Wild Irish Rose, regia di David Smith (1922)
- Dr. Jack, regia di Fred C. Newmeyer e Sam Taylor (1922) - non accreditato
- Il pellegrino (The Pilgrim), regia di Charles Chaplin (1923) - non accreditato
- Preferisco l'ascensore! (Safety Last!), regia di Fred C. Newmeyer e Sam Taylor (1923) - non accreditato
- Girl Shy, regia di Fred C. Newmeyer e Sam Taylor (1924) - non accreditato
- Battling Orioles, regia di Fred Guiol e Ted Wilde (1924)
- The Dummy, regia di Robert Milton e Louis J. Gasnier (1929) - non accreditato
- The Constant Woman, regia di Victor Schertzinger (1933) - non accreditato
- This Day and Age, regia di Cecil B. DeMille (1933)
- Roaring Roads, regia di Ray Nazarro e Charles E. Roberts (1935)
- Adventurous Knights, regia di Charles E. Roberts (1935)
- Li'l Abner, regia di Albert S. Rogell (1940)
- Miss Polly, regia di Fred Guiol (1941)

## Riconoscimenti
- Young Hollywood Hall of Fame (1920's)